# Gymnophora spiracularis
Gymnophora spiracularis är en tvåvingeart som beskrevs av Borgmeier 1971. Gymnophora spiracularis ingår i släktet Gymnophora och familjen puckelflugor. Inga underarter finns listade i Catalogue of Life.